# 麻生健
麻生 健（あそう たけし、1981年11月8日 - ）は、日本の教育者・実業家。福岡県にある学校法人麻生塾の理事長。株式会社プロジェクトスタジオQ取締役。麻生塾は麻生グループの一員。父親は麻生グループ会長麻生泰、伯父は自民党所属の政治家である麻生太郎である。

## 略歴
- 玉川大学文学部卒業
- 2004年4月 - ブリヂストンスポーツ株式会社 広報室[1]
- 2010年 - 株式会社麻生地所, 麻生介護サービス株式会社取締役
- 2012年5月 - 学校法人麻生塾統括本部長
- 2014年4月 - 学校法人麻生塾理事長 (現任)
- 2017年7月 - 株式会社プロジェクトスタジオQ取締役 (現任)
- 2018年3月 - ライジングゼファー福岡社外取締役
- 2025年4月- ZEN大学 評議員